# 황금관시파카
황금관시파카 또는 태터솔시파카(Propithecus tattersalli)는 중간 크기의 여우원숭이로 몸은 주로 흰 털로 덮여 있으며, 털이 덮인 돌출된 귀와 황금빛 오렌지 색의 윗머리가 특징적이다. 시파카속(Propithecus)에서 가장 작은 시파카 중 하나로, 몸무게는 약 3.5k, 몸 길이는 머리에서 꼬리까지 약 90 cm 정도이다. 모든 시파카들처럼 수직으로 매달리거나 도약하는 종으로, 이들의 먹이는 주로 씨앗과 식물의 잎이다. 황금관시파카의 학명은 1974년에 처음 이 종을 찾아낸 발견자인 이안 태터솔의 이름을 따 지었다. 그러나 1988년에 엘윈 시몬스가 이끄는 연구팀이 주목하여, 인공사육 번식을 위해 일부 표본 종을 포획하기 전까지는 공식적으로 기술되지 않았다. 황금관시파카는 베록스시파카(P. verreauxi) 군의 서부 숲 시파카들과 가장 많이 닮았으나, 아직까지 이들의 핵형은 왕관시파카(P. diadema) 군의 동부 숲 시파카들과 더 가까운 관계가 있음을 암시하고 있다. 이들 두 그룹간의 유사성에도 불구하고 이들의 핵형에 대한 최근의 연구 결과는 이들 분류가 별도의 종들임을 지지하고 있다.